# 納爾遜 (明尼蘇達州)
納爾遜（英語：Nelson）是一個位於美國明尼蘇達州道格拉斯縣的城市。

## 歷史
納爾遜原名為登特（Dent），約於1875年建城，1881年改為現稱。此地得名自後來出任明尼蘇達州州長及代表明尼蘇達州的參議員的定居者克努特·納爾遜（Knute Nelson）。郵局於1880年運營至今。

## 人口
根據2020年美國人口普查的數據，納爾遜的面積為1.71平方千米，當中陸地面積為1.71平方千米，而水域面積為0.00平方千米。當地共有人口182人，而人口密度為每平方千米106人。